# Marek Bajor
Marek Bajor, född den 10 januari 1970 i Kolbuszowa, Polen, är en polsk fotbollsspelare som tog OS-silver i fotbollsturneringen vid de olympiska sommarspelen 1992 i Barcelona. 